# Trượt tuyết tự do tại Thế vận hội Mùa đông 2006
Trượt tuyết tự do tại Thế vận hội Mùa đông 2006 (frestyle skiing) được tổ chức tại Sauze d'Oulx (gần Torino). Trong Thế vận hội này trượt tuyết tự do bao gồm các bộ môn Aerial và Mogul cho cả hai phái nam và nữ.

## Bảng huy chương
|   | Quốc gia   | Vàng | Bạc | Đồng | Tổng |
| - | ---------- | ---- | --- | ---- | ---- |
| 1 | Trung Quốc | 1    | 1   | 0    | 2    |
| 2 | Úc         | 1    | 0   | 1    | 2    |
| 3 | Canada     | 1    | 0   | 0    | 1    |
| 3 | Thụy Sĩ    | 1    | 0   | 0    | 1    |
| 5 | Belarus    | 0    | 1   | 0    | 1    |
| 5 | Na Uy      | 0    | 1   | 0    | 1    |
| 5 | Phần Lan   | 0    | 1   | 0    | 1    |
| 8 | Hoa Kỳ     | 0    | 0   | 1    | 1    |
| 8 | Nga        | 0    | 0   | 1    | 1    |
| 8 | Pháp       | 0    | 0   | 1    | 1    |
|   | Tổng cộng  | 4    | 4   | 4    | 12   |

## Nam
|   | Huy chương | Vận động viên                 | Điểm  |
| - | ---------- | ----------------------------- | ----- |
| 1 | Vàng       | Dale Begg-Smith (Úc)          | 26,77 |
| 2 | Bạc        | Mikko Ronkainen (Phần Lan)    | 26,62 |
| 3 | Đồng       | Toby Dawson (Hoa Kỳ)          | 26,30 |
| 4 |            | Marc-André Moreau (Canada)    | 25,62 |
| 5 |            | Jesper Bjoernlund (Thụy Điển) | 25,21 |
| 6 |            | Jeremy Bloom (Hoa Kỳ)         | 25,17 |
| 7 |            | Travis Mayer (Hoa Kỳ)         | 24,91 |
| 8 |            | Juuso Lahtela (Phần Lan)      | 24,42 |

|   | Huy chương | Vận động viên              | Điểm   |
| - | ---------- | -------------------------- | ------ |
| 1 | Vàng       | Han Xiaopeng (Trung Quốc)  | 250,77 |
| 2 | Bạc        | Dmitri Dashinski (Belarus) | 248,68 |
| 3 | Đồng       | Vladimir Lebedev (Nga)     | 246,76 |
| 4 |            | Alexei Grischin (Belarus)  | 245,18 |
| 5 |            | Kyle Nissen (Canada)       | 244,91 |
| 6 |            | Warren Shouldice (Canada)  | 239,70 |
| 7 |            | Jeret Peterson (Hoa Kỳ)    | 237,48 |
| 8 |            | Anton Kuschnir (Belarus)   | 227,66 |

## Nữ
|   | Huy chương | Vận động viên            | Điểm   |
| - | ---------- | ------------------------ | ------ |
| 1 | Vàng       | Evelyne Leu (Thụy Sĩ)    | 202,55 |
| 2 | Bạc        | Li Nina (Trung Quốc)     | 197,39 |
| 3 | Đồng       | Alisa Camplin (Úc)       | 191,39 |
| 4 |            | Xu Nannan (Trung Quốc)   | 191,23 |
| 5 |            | Oly Slivets (Belarus)    | 177,75 |
| 6 |            | Guo Xinxin (Trung Quốc)  | 174,85 |
| 7 |            | Manuela Müller (Thụy Sĩ) | 159,14 |
| 8 |            | Jacqui Cooper (Úc)       | 152,69 |

|   | Huy chương | Vận động viên                | Điểm  |
| - | ---------- | ---------------------------- | ----- |
| 1 | Vàng       | Jennifer Heil (Canada)       | 26,50 |
| 2 | Bạc        | Kari Traa (Na Uy)            | 25,65 |
| 3 | Đồng       | Sandra Laoura (Pháp)         | 25,37 |
| 4 |            | Sara Kjellin (Thụy Điển)     | 24,74 |
| 5 |            | Aiko Uemora (Nhật Bản)       | 24,01 |
| 6 |            | Nikola Sudová (Cộng hòa Seç) | 23,58 |
| 7 |            | Kristi Richards (Canada)     | 23,30 |
| 8 |            | Audrey Robichaud (Canada)    | 23,10 |